# Google Daydream
Daydream — платформа виртуальной реальности (VR), разработанная компанией Google. Она была анонсирована на выставке Google I/O 2016, релиз намечен на 10 ноября 2016.
В отличие от первой платформы VR от Google, Google Cardboard, Daydream будет встроена в ОС Android начиная с момента выпуска Android 7.1 Nougat. Платформа включает в себя спецификации как программного, так и аппаратного обеспечения, предназначенных для совместимых с ней телефонов «Daydream-Ready». Google также анонсировала режим VR в Android Nougat для обработки высокотребовательных вычислений приложений виртуальной реальности. Это будет первая VR-платформа, выполненная в «материальном дизайне». Google планирует обновить некоторые из своих предустановленных Android-приложений до VR-версий. Стоимость VR-гарнитуры Google Daydream View составляет $79, что дешевле чем большинство её конкурентов на рынке.

## Аппаратное обеспечение
Daydream имеет такие датчики и особенности, как 9-осевой гироскоп, беспроводная конструкция, Bluetooth с низким энергопотреблением (LE). Будет использоваться разъем USB Type-C, поддерживающий быструю зарядку. Она питается от батареи на 220 мАч с временем работы до 12 часов.

### Телефоны
Daydream будет работать только с новыми телефонами с определенными компонентами. На I/O компания Google объявила, что восемь партнеров-производителей будут издавать Daydream-ready телефоны, а именно: Samsung, HTC, LG, Xiaomi, Huawei, ZTE, ASUS и Alcatel. Первый «Daydream-Ready» телефон — ZTE Axon 7, который был выпущен 27 июля 2016. 4 октября 2016, во время мероприятия #MadeByGoogle, компания Google анонсировала первую доступную Daydream-гарнитуру — Daydream View. Также в ходе мероприятия Google заявили, что их смартфоны Pixel — первые официальные Daydream-ready устройства.

### Гарнитура
Google Daydream View была анонсирована 4 октября 2016 года как первая гарнитура для Daydream. Daydream-ready телефоны помещаются в переднем отсеке Daydream View, после чего они отображают VR через две линзы устройства. Daydream View отличается от предыдущих VR-шлемов тем, что она изготовлена из легкой ткани, а также имеет емкостные выступы и NFC чип для упрощения процесса настройки просмотра виртуальной реальности. Google говорит, что они сделали Daydream View из ткани, чтобы она соответствовала материалу одежды, которую носят люди. Вместо жесткого пластика, как у конкурентов, Daydream View покрыта тканью и будет доступна в трех цветах: Шифер, Снег и Багрянец, однако последние два варианта изначально не будут доступны на момент запуска в ноябре. Google утверждает, что гарнитура удобно носится поверх большинства очков, а также может быть постирана вручную.

### Контроллер
В комплекте с Daydream-гарнитурами поставляется беспроводной контроллер. Этот контроллер может быть использован для взаимодействия с виртуальным миром посредством нажатия кнопок или движения устройства в пространстве. Пульт дистанционного управления используется для навигации в меню, игр и даже виртуальных прогулок в Google Street View. Установленные датчики используются для определения ориентации контроллера и примерного положения руки пользователя. Контроллер обеспечивает пользователя шестью степенями свободы в пространстве. Для обладателя Google Daydream View контроллер может храниться в гарнитуре, пока он не используется.

## Программное обеспечение
Google добавят функцию, известную как Android VR-режим, в последние версии Android. Этот режим даст VR-приложениям эксклюзивный доступ к ядрам процессора в то время как они находятся в приоритетном режиме, тем самым снижая нагрев. Daydream будут поддерживать как движок Unity, так и движок Unreal Engine.
В Android Daydream изначально упоминалась как функция, представленная в Android 4.2 Jelly Bean и позволяющая пользователю включить экран, на котором показывалось, когда гаджет был подключен к зарядному устройству. В Android 7.0 Nougat она была переименована как «заставка». Предполагалось, что Daydream будет работать на платформе Google Tango.